# Ed Polcer
Edward „Ed“ Joseph Polcer (* 10. Februar 1937 in Paterson, New Jersey) ist ein US-amerikanischer Kornettist des Dixieland Jazz.

## Leben und Wirken
Polcer, der aus einer musikalischen Familie stammt, lernte zunächst Xylophon. Zwischen 1944 und 1950 erhielt er Trompetenunterricht bei James Dittamo und fungierte er als Solokornettist im örtlichen Symphonieorchester. Während seines Maschinenbaustudiums an der Princeton University spielte er in Stan Rubins Tigertown Five. Nach dem Abschluss 1954 zog er nach New York City, wo er im Jimmy Ryan’s und in der Carnegie Hall auftrat, aber Semiamateur blieb; auch spielte er auf der Hochzeit von Grace Kelly. In den 1960er Jahren ging er mit Mezz Mezzrow auf Europatournee. Er gehörte in New Jersey zum Dixi-Revival und spielte dort (ebenso wie  Warren Vaché senior) in der Band von Chuck Slate. Auf Empfehlung von Bobby Hackett wurde er von Benny Goodman engagiert (1972); auch gehörte er zur Band von Red Balaban (bis 1985). Er wurde in der Hausband von Eddie Condons Club engagiert, die er zeitweilig auch leitete. Erst 1975 wurde er Profi-Musiker und nahm Alben mit dieser Band, mit Jane Harvey und mit Peter Dean auf. Auch spielte er mit Cathy Chamberlain. Seit 1990 war er wiederholt mit den Eddy Condon All Stars in Europa. 1993 trat er mit Jane Jarvis auf.
Von 1983 bis 1985 war er der Präsident der International Association for Jazz Education.

## Diskographische Hinweise
- In the Condon Tradition (Jazzology, 1982)
- Barbara Lea and the Ed Polcer All StarsAt the Atlanta Jazz Party (Jazzology, 1992, mit Ken Peplowski, Marty Grosz u. a.)
- A Salute to Eddie Condon (Nagel-Heyer, 1993, mit Bob Havens, Bob Haggart, John Barnes und Jim Douglas)
- Coast to Coast Swingin' Jazz (Jazzology, 1994)
- Some Sunny Day (Jazzology, 1994)
- Jammin' à la Condon (Jazzology, 1995)
- Let's Do It (Blewz Manor, 2003)
- At the Ball (Jazzology, 2005)

## Lexikalische Einträge
- Ian Carr, Digby Fairweather, Brian Priestley: Rough Guide Jazz. Der ultimative Führer zur Jazzmusik. 1700 Künstler und Bands von den Anfängen bis heute. Metzler, Stuttgart/Weimar 1999, ISBN 3-476-01584-X.
- Leonard Feather, Ira Gitler: The Biographical Encyclopedia of Jazz. Oxford University Press, New York 1999, ISBN 0-19-532000-X.